# 官邸广场
官邸广场（土耳其語：Konak Meydanı）是土耳其伊兹密尔官邸区阿塔图尔克大街南端的一个繁忙的广场，也是该市最繁忙的部分。该广场以位于此处的伊兹密尔省的省长官邸命名。

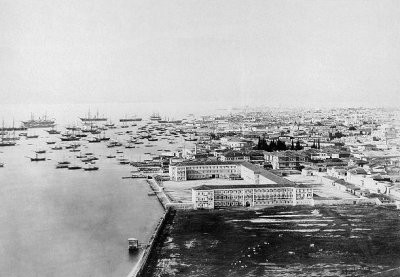

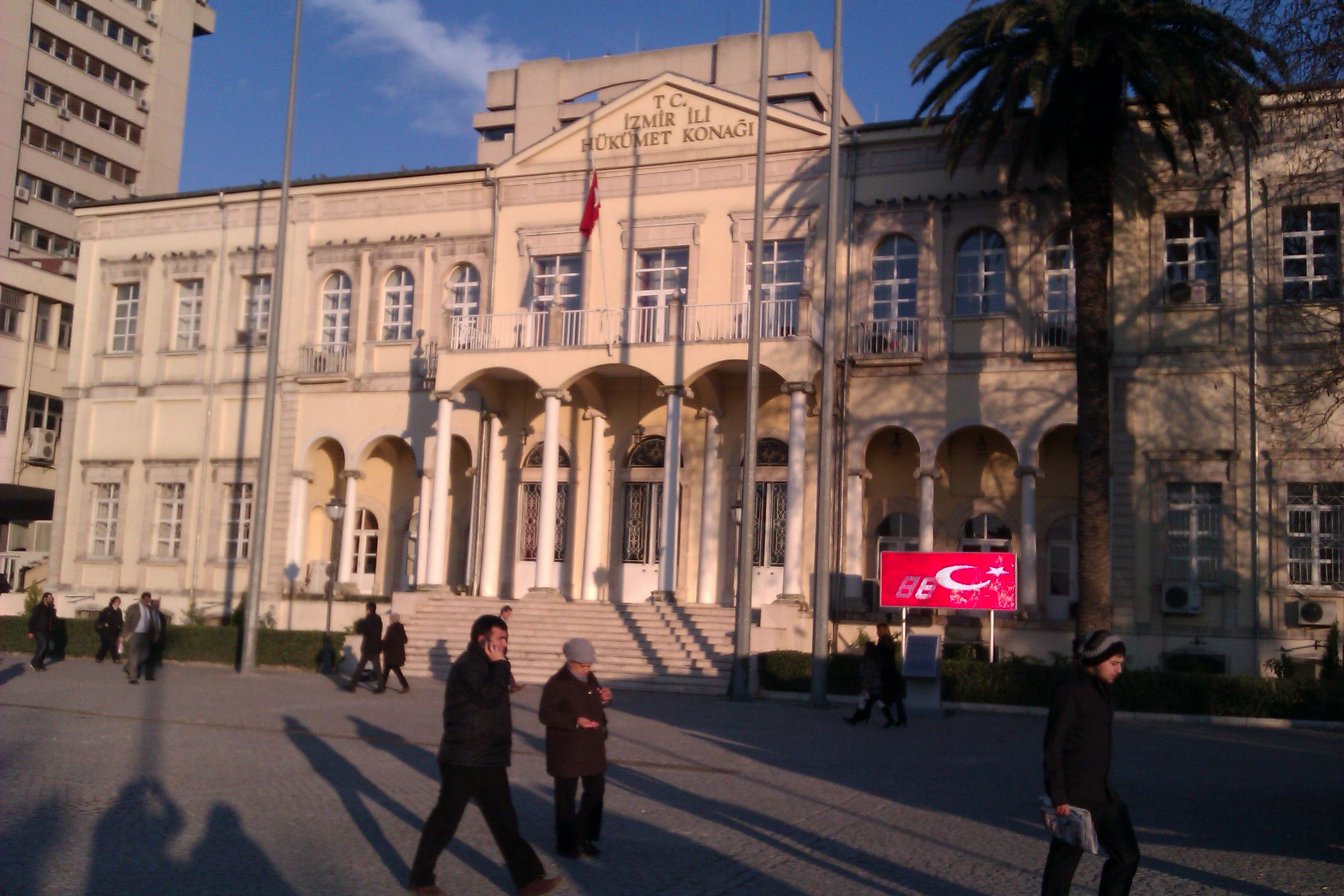

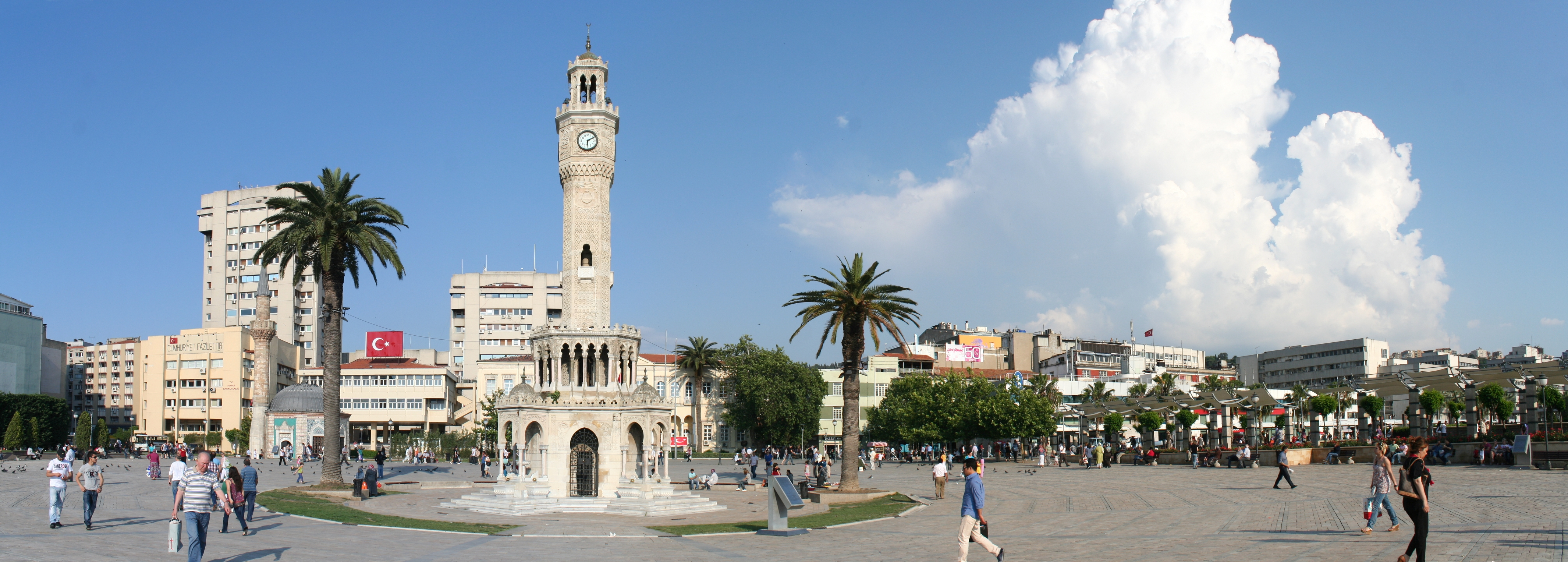

## 建筑物
在这个繁忙的广场周围，有伊兹密尔省的省长官邸、伊兹密尔市政厅、中央汽车站和Yalı清真寺。在广场的中心，是建于1901年的地标建筑伊兹密尔钟楼。 在广场的南端是艾杰大学的文化中心，包括歌剧院，音乐学院和现代艺术博物馆。广场也靠近伊兹密尔的主要市场区Kemeraltı。